# René Mathurin Robert
René Mathurin Charles François Robert est un homme politique français né le 10 février 1761 à Paimpont (Bretagne) et mort le 29 septembre 1852 à Ploërmel (Morbihan).

## Biographie
Homme de loi au moment de la Révolution, René Mathurin Robert est administrateur du district puis maire de Ploërmel, à partir de 1792. 
Juge au tribunal civil et juge d'instruction à Ploërmel sous l'Empire, il est député du Morbihan pendant les Cent-Jours, puis de 1819 à 1824, siégeant à gauche, dans l'opposition à la Restauration. Il meurt le 29 septembre 1852 à Ploërmel. 

## Distinctions
- Chevalier de la Légion d'honneur (5 mai 1831)[3]

## Sources
- « René Mathurin Robert », dans Adolphe Robert et Gaston Cougny, Dictionnaire des parlementaires français, Edgar Bourloton, 1889-1891 [détail de l’édition]
- Jean-Claude Farcy, Rosine Fry, Annuaire rétrospectif de la magistrature XIXe-XXe siècles, Centre Georges Chevrier (Université de Bourgogne/CNRS), 2010.
- Fiche biographique sur le site de l'Assemblée nationale.